# Путешествие к центру Земли
«Путеше́ствие к це́нтру Земли́» (фр. Voyage au centre de la Terre) — научно-фантастический роман французского писателя Жюля Верна, впервые опубликованный в 1864 году и рассказывающий о путешествии, совершённом группой исследователей в земных недрах. Основан на гипотезе о полой Земле, которая в XIX веке ещё не была полностью отвергнута.
Русский перевод был впервые сделан А. Сувориной и Е. Лихачёвой (СПб., 1865).

## Сюжет

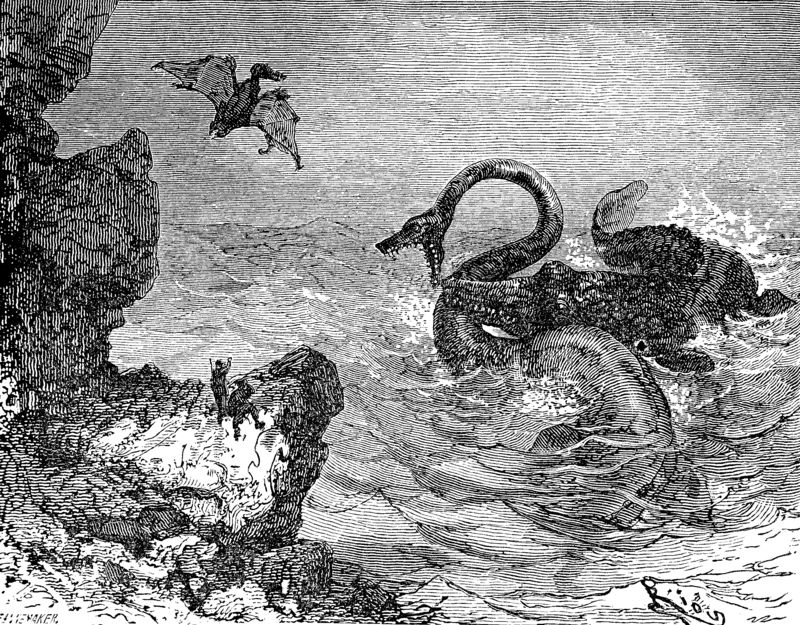
Иллюстрация романа «Путешествие к центру Земли», выполненная Эдуардом Риу

24 мая 1863 года. Профессор минералогии из Гамбурга Отто Лиденброк находит в случайно приобретенной им старинной рукописи, содержащей сочинение исландского скальда XIII века Снорри Стурлусона «Круг Земной», зашифрованный манускрипт. Его юный племянник и ассистент Аксель помогает ему прочитать зашифрованное сообщение из прошлого, автором которого является исландский алхимик XVI века Арне Сакнуссем. В нём утверждается, что существует возможность «достигнуть центра Земли» через кратер исландского вулкана Снайфедльс.
Профессор и его племянник Аксель, делая соответствующие приготовления, запасшись съестными припасами, инструментами, оружием и приборами, отправляются по железной дороге в город Киль. На парусном корвете «Валькирия» они прибывают в Рейкьявик. Их приглашает в гости губернатор Рейкьявика г-н Фридриксон. Во время разговора Отто Лиденброк узнаёт, что сочинения Арне Сакнуссема были сожжены в 1573 году. Он говорит, что хочет провести около вулкана Снайфедльса свои исследования и ему нужен проводник. Г-н Фридриксон находит проводника, им оказывается охотник за гагачьим пухом Ганс Бьелке. Вскоре они отбывают из Рейкьявика, по дороге на Снайфедльс. Дорога их пролегает через пустынные места, где иногда попадаются деревни. Спустя несколько дней они достигают Снайфедльса. С помощью нанятых людей для доставки вещей (ибо лошади там уже не пройдут) они поднимаются на вулкан и спускаются в его жерло. Там они ждут конца июня, чтобы падающая тень Скатариса указала на правильный спуск. В солнечный день они проникают в один из проходов под землю.
Вскоре в пути начинается нехватка воды. Они страдают от жажды, и в одну ночь Ганс отправляется на поиски воды. Через некоторое время он возвращается, будит путников и приводит их к шуму воды. Чтобы добыть воду, нужно пробить каменный слой, за которым слышится журчание потока. После двух часов работы им удается это сделать. Ручей бежит вниз по пещере, Аксель и профессор дают ему название «Ручей Ганса». Спуск продолжается, во время которого Аксель теряется в галереях пещеры. Отто Лиденброк слышит его голос за гранитной стеной, совершает расчёты и велит Акселю идти вниз по пещере. Аксель идет, спотыкается и катится вниз по пещере. Его аппарат Румкорфа ломается, и Аксель остается без сознания в полной темноте. Аксель приходит в себя и чувствует солёный морской воздух, рядом с ним стоят его дядя и проводник. Они гуляют по берегу моря и с удивлением видят растительность, деревья и огромные грибы. Море было названо «Морем Лиденброка». Аксель находит бухту, которую называет бухтой «Гретхен» в честь своей невесты. Ганс строит плот, и они начинают свое плавание по этому подземному морю. Аксель ведёт дневник. Они ловят рыбу, с удивлением отмечая, что у неё отсутствует орган зрения. Отто Лиденброк делает самодельный лот из веревки и кирки, чтобы измерить глубину моря. После его поднятия Аксель отмечает в своем дневнике, что кирка погнута, неизвестно чем или кем… Через некоторое время после этого Аксель замечает, что море «волнуется», из воды показываются два страшных доисторических существа — ихтиозавр и плезиозавр. Животные начинают сражение, в результате чего один из них погибает. После сражения двух монстров плот достигает острова, на котором находится гейзер. Аксель хочет дать название острову «Остров гейзера», но Отто Лиденброк против этого, он называет остров «Островом Акселя».
Спустя несколько дней погода меняется, и плот, увлечённый ветром, несёт вперёд. Разразилась буря, герои не слышат друг друга. На плот «прыгает» электрический шар, оказываясь рядом с ящиком пороха, однако героям везёт и порох не взрывается. Спустя несколько дней плот разбивается о берег. Все остаются живы. Ганс спасает от гибели некоторые инструменты, приборы, съестные припасы, нитроглицерин и ещё некоторые вещи. Аксель и Отто Лиденброк осматривают приборы. Подойдя к компасу, профессор останавливается и с ужасом глядит на него: стрелка вместо того, чтобы показывать на север, показывает на юг! Профессор в шоке, он приказывает Гансу чинить плот и плыть обратно. Ганс принимается за работу. Аксель уговаривает дядю остаться на этом берегу и не плыть назад, но его усилия остаются напрасными. Буря разворачивает плот и разбивает его о те самые скалы, с которых он начинал свое плавание. Аксель убеждает дядю в том, что если это и есть тот самый берег, то несомненно где-то рядом должна быть и «Бухта Гретхен». Довод оказывается убедительным, и дядя с племянником отправляются по берегу в поисках бухты. Однако они находят совсем не то, что искали, прямо перед ними расположилась огромная равнина с усыпленными костями доисторических животных… Племянник с профессором ходят по равнине, с удивлением видя кости доисторических животных, из которых можно было бы составить целый музей величиной в несколько этажей и многих сотен квадратных метров. Вдруг профессор замирает, глядя на что-то шокирующее. Им оказывается человеческий череп. Аксель и Отто Лиденброк идут от этого места, глубоко потрясённые. Впереди оказывается лес. Идя по чаще, они натыкаются на стадо странных животных, рядом с которыми стоит человек, но уже живой. К счастью, он их не увидел. Герои быстрым шагом направляются к плоту, тут дядя видит большую скалу. Подходя к ней, он замечает среди камней ржавый нож. Нож, оказывается, не принадлежит ни одному из героев. На скале они находят инициалы Арне Сакнуссема; судя по всему, нож также принадлежал ему. Из этих фактов профессор делает вывод, что это не тот берег, с которого они начали свое плавание.
Возвращаясь к скале, профессор делает вывод, что за ней есть проход, который эта скала завалила. Он велит Гансу выдолбить в скале отверстие и заложить туда нитроглицерин. Аксель поджигает шнур и бежит к плоту, после чего они отплывают. Раздается оглушительный взрыв. Плот вместе с морем уносит в огромный туннель. Спустя некоторое время они замечают, что плот поднимается вверх. Становится жарко. Вдобавок выясняется, что почти вся провизия погибла. Отто Лиденброк говорит, что вероятно, они находятся в одном из проходов действующего вулкана, пары которого толкают плот наверх. Вскоре вулкан «выбрасывает» их из жерла. Очнувшись, герои спускаются с него и идут по лесу, видят плантации фруктов и ручей. Перекусывая и ловя мальчика, они спрашивают, что это за место. «Стромболи», — отвечает мальчик и убегает. Приходя в порт и назвавшись потерпевшими кораблекрушение, они получают помощь и спустя месяц возвращаются в Германию. Люди и коллеги профессора восторженно встречают их. Ганс прощается и уезжает в Исландию, Отто Лиденброк сдаёт манускрипт в один из музеев и обретает статус знаменитости, Аксель вскоре женится на Гретхен.
Герои совершили переход под землей через часть Атлантики и всю Европу, вышли из вулкана Стромболи в Тирренском море и вернулись обратно в Германию.
Во 2-м издании 1867 года автор добавил две палеонтологические главы (38 и 39), основываясь на новейших открытиях А. Мильн-Эдвардса и Ж. Катрфажа.

## Претензии на авторские права
Спустя 10 лет после публикации романа, в 1874 году, Леон Дельма обвинил романиста в плагиате. Под псевдонимом Рене де Понжест он выпустил рассказ «Голова Минервы». В письме издателю Жюлю Этцелю Верн пишет:
Между двумя сюжетами не было и намёка на близость, но имелся один сходный момент, несколько удивляющий: местонахождение гробницы обнаруживается тенью, которую отбрасывает палочка при свете луны, а у меня тень горного пика при солнечном свете указывает на место, откуда начинается спуск к центру Земли. Вот и всё! Рассказ господина де Понжеста кончается примерно там, где начинается мой роман! <…> Даю вам слово чести, я понятия не имел о рассказе господина де Понжеста, когда писал «К центру Земли».
Процесс, состоявшийся в 1875 году, Дельма проиграл и был приговорён к уплате расходов.

## Персонажи

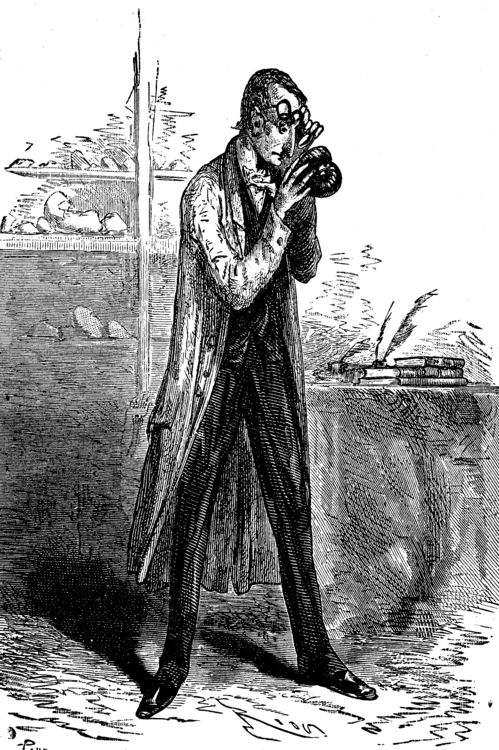
Иллюстрация Эдуарда Риу

Профессор Отто Лиденброк — профессор минералогии из Гамбурга, дядя Акселя. Представлен как крупный специалист в своей отрасли науки, полиглот. Обладатель эксцентричного темперамента, импульсивный и вспыльчивый человек. Страстный исследователь, обладающий непреклонной волей и никогда не сдающийся.
Аксель — племянник и помощник профессора Лиденброка, который помог ему разгадать тайну зашифрованного послания. Получил как классическое образование (в частности, хорошо знает латынь), так и специальное — в области геологии и минералогии. Характеризует себя как человека «с несколько слабым характером». Поначалу крайне скептически относится к идее подземного путешествия, однако все же следует за дядей, постепенно проникаясь его идеями.
Ганс Бьелке — исландский проводник, нанятый профессором Лиденброком. Представляет собой архетип верного слуги в романах Верна, готового в любой момент прийти на помощь своим хозяевам, правда, в этот раз только в том случае, если ему своевременно выплачивают жалованье. Флегматичен и подчеркнуто бесстрастен перед лицом любой опасности, сообразителен и предприимчив.
Гретхен (в русском переводе; в оригинале используется вымышленное «немецкое» имя Гройбен) — воспитанница и крестница профессора Лиденброка, невеста Акселя, которая уговаривает его отправиться вместе с профессором. Симпатичная блондинка родом из Фирланда — исторической местности в окрестностях Гамбурга. Примечательно, что в отличие от Глэдис — героини более позднего романа Артура Конан-Дойля «Затерянный мир», также посвящённого таинственному путешествию, — она дожидается своего избранника.
Арне Сакнуссем — якобы существовавший в действительности учёный-алхимик XVI века, который совершил путешествие к центру земли. Является автором зашифрованного послания, обнаруженного профессором и расшифрованного Акселем. В романе утверждается, что он подвергался преследованиям, как «еретик», а его книги были сожжены в Копенгагене в 1573 году «по приговору инквизиции». В действительности в лютеранской Дании XVI века, которой принадлежала Исландия, инквизиция не действовала. Сакнуссем — отсылка к исландскому учёному Арни Магнуссону.

## Влияние
Роман побудил Норбера Кастере заняться исследованиями пещер.

### Экранизации
- Путешествие к центру Земли (фильм, 1910)
- Путешествие к центру Земли (фильм, 1959)
- Путешествие к центру Земли (фильм, 1993)
- Путешествие к центру Земли (фильм, 1999)[англ.]
- Путешествие к центру Земли (фильм, 2008)

### Музыка
- Клавишник группы Yes, арт-рокер Рик Уэйкман посвятил один из своих ранних альбомов «Journey To The Centre of The Earth» (1974) роману «Путешествие к центру Земли». Альбом сделан в стиле симфо-рока и изобилует симфоническими и хоровыми вставками наряду с клавишными партиями. Ход событий излагается чтецом в перерывах между музыкальными номерами. В 1999 году музыкант выпустил продолжение альбома под названием «Return To The Centre of The Earth».
- Путешествие к центру земли (Reise Zum Mittelpunkt Der Erde) — песня группы Пудис, с альбома 1976 года «Sturmvogel».

### Мультипликация
- Одна из серий 1 сезона мультсериала «Приключения Джимми Нейтрона, мальчика-гения» называется «Путешествие к центру Карла».
- Второй сезон сериала «Вокруг света с Вилли Фогом» построен на «20 000 лье под водой» и «Путешествии к центру Земли».
- Седьмая серия мультсериала «Путешествия Жюля Верна» — «Центр Земли» по мотивам оригинального романа.

### Развлечения
Существуют два аттракциона на тему Жюля Верна в Tokyo DisneySea: «20, 000 Leagues Under the Sea» и «Journey to the Center of the Earth».